# I Dzseuk
I Dzseuk (hangul: 이재욱, RR: I Jae-uk; népszerű átírással: Lee Jae-wook; 1998. május 10.–) dél-koreai színész, modell. Pályafutása a Memories of the Alhambra (2018–2019) című sorozattal kezdődött, majd a Search: WWW című sorozattal lett népszerű. Első főszerepét a Dó dó szó szó lá lá szó (2020) című sorozatban játszotta, majd A lelkek alkímiája (2022) című sorozattal lett igazán befutott színész.

## Pályafutása
I Dzseuk (Lee Jae-uk) a Csungang (Chungang) Egyetem színház- és filmművészet szakán végzett. Pályafutása a Memories of the Alhambra című sorozattal indult 2018-ban, melyben egy programozó-hackert alakított. Hjon Bin (Hyeon Bin) ügynöksége akkor azonnal szerződést ajánlott neki. Ezt követően a Search: WWW című sorozatban szerepelt. 2019-ben a Cine21 filmes magazin 2019 Rising Star című különkiadásának eladási számai a színésszel megjelent interjú miatt megugrottak. Ezt követően az Extraordinary You című sorozatban játszott mellékszerepet. Alakításáért a Paeksang Arts Awards legjobb új színész díjára jelölték. 2020-ban elnyerte az Asia Artist Awards új színésznek járó díját.
Első főszerepét a Dó dó szó szó lá lá szó című sorozatban játszotta. 2022-ben A lelkek alkímiája című sorozat főszerepét kapta meg.

## Filmográfia

### Filmek
| Év   | Cím                    | Szerep                | Megjegyzés | Hiv.   |
| ---- | ---------------------- | --------------------- | ---------- | ------ |
| 2019 | The Battle of Jangsari | I Gethe (Lee Gae-tae) |            | [ 14 ] |

### Televíziós sorozatok
| Év        | Cím                      | Szerep                       | Megjegyzés       | Hiv.          |
| --------- | ------------------------ | ---------------------------- | ---------------- | ------------- |
| 2018–2019 | Memories of the Alhambra | Marco Han                    | mellékszerep     | [ 15 ]        |
| 2019      | Search: WWW              | Szol Dzsihvan (Seol Ji-hwan) | mellékszerep     | [ 16 ]        |
| 2019      | Extraordinary You        | Pek Kjong (Baek Gyeong)      | mellékszerep     | [ 17 ]        |
| 2020      | When the Weather Is Fine | I Dzsangu (Lee Jang-woo)     | mellékszerep     | [ 18 ]        |
| 2020      | Dó dó szó szó lá lá szó  | Szonu Dzsun (Sunwoo Jun)     | főszerep         | [ 19 ]        |
| 2020      | True Beauty              | Pek Kjong (Baek Gyeong)      | Cameo (4. rész)  | [ 20 ]        |
| 2022–2023 | A lelkek alkímiája       | Csang Uk (Jang Uk)           | 2 évad, főszerep | [ 21 ] [ 22 ] |

### Websorozatok
| Év   | Cím              | Szerep                        | Megjegyzés            | Hiv.   |
| ---- | ---------------- | ----------------------------- | --------------------- | ------ |
| 2021 | Move to Heaven   | Kim Szucshol (Kim Su-cheol)   | Cameo (3–7. rész)     | [ 23 ] |
| 2022 | Kiss Sixth Sense | A Haru című film főszereplője | Cameo (3, 5, 9. rész) | [ 24 ] |
| ?    | Royal Loader     |                               |                       | [ 25 ] |